# Nuno Delgado
Nuno Delgado (né le 27 août 1976) est un judoka portugais. Il participe aux Jeux olympiques d'été de 2000 dans la catégorie des poids mi-moyens et remporte la médaille de bronze. Cette médaille est la première médaille olympique pour le Portugal en judo.

## Palmarès

### Jeux olympiques
- Jeux olympiques de 2000 à Sydney,  Australie
  -  Médaille de bronze